# Вулиця Івана Пулюя (Львів)
Вулиця Івана Пулюя — вулиця у Франківському районі міста Львова, в місцевості Кульпарків. Сполучає вулиці Наукову з вулицями Трускавецькою та Кульпарківською.

## Історія
Вулиця прокладена наприкінці 1970-х років, як складова частина житлового масиву «Південний». 1977 року отримала назву вулиця Орджонікідзе, на честь радянського державного та партійного діяча Серго Орджонікідзе. Сучасна назва — з 1991 року, на честь видатного українського фізика Івана Пулюя.

## Забудова
Забудова вулиці — житлова багатоповерхова 1980—2000-х років, навчально-адміністративна 1980-х років.
№ 2 — дев'ятиповерховий житловий будинок, в одному з вбудованих приміщень першого поверху будинку за радянських часів містився магазин «Молоко», наприкінці 2000-х років — магазин «Автозапчастини».
№ 4 — дев'ятиповерховий житловий будинок, в одному з приміщень першого поверху будинку за радянських часів містився магазин «Продторг», наприкінці 2000-х років — кафе-бар «Летус».
№ 4а — храм Святого Архистратига Михаїла (парафія святого Архистратига Михаїла, ПЦУ), збудований у 2017—2019 роках.
№ 7 — Львівська державна дитяча школа мистецтв № 10 відкрита рішенням виконкому ЛМР у 1992 році. Першим керівником школи була Олена Миколаївна Ященко. Нині у школі працюють фортепіанний, струнний, народний, духовий, вокально-хоровий, художньо-театральний, теоретичний відділи та відділ музичного інструменту, навчаються 347 учнів, а навчально-виховний процес проводять 40 викладачів. Також працюють камерний оркестр «Алєґро», ансамбль бандуристів «Кобзарівна», ансамбль духових інструментів, хори «Легенда», «Малявкін» та «Пролісок», дитячий театр «Знахідка», ансамбль гітаристів, ансамбль акордеоністів-баяністів, ансамбль «Фольк-модерн». Від 2019 року директором навчального закладу є Ольга Мозіль.
№ 10 — спортивно-оздоровчий клуб «Омія».
№ 12 — за цією адресою, на місці занедбаного закутка між будинками вулиця Кульпарківська, 143/145, Наукова, 57, Пулюя, 12/18 та ліцею імені Івана Пулюя, планувалося створити мультифункціональний спортивний майданчик «Спортивна алея» з гумовим покриттям для гри в бадмінтон, теніс, волейбол, баскетбол. У вересні 2019 року на сайті ЛМР був зареєстрований відповідний проєкт, але на одному з засідань ЛМР був відхилений. У цьому будинку працює приватний стоматологічний кабінет.
№ 16 — триповерхова будівля ліцею імені Івана Пулюя Львівської міської ради. До 2017 року — львівська СЗОШ № 83, яку було відкрито 1 вересня 1979 року. Станом на 2020 рік, у ліцеї навчалося 683 учня. 25 січня 2020 року, при ліцеї імені Івана Пулюя запрацював скелелазний центр «Rosk Station». В рамках відкриття центру протягом дня тут відбувався болдеринговий фестиваль «Rockstation Opening 2020», у межах якого проходили змагання як для професіоналів, так і для аматорів. У спеціалізованій школі «Надія», що на вул. Науковій, 60, тимчасово функціонує інклюзивно-ресурсний центр Франківського району міста Львова, проте у перспективі прийом дітей буде здійснюватися у приміщенні ліцею імені Івана Пулюя. Цей проєкт підтримує «Rotary Club». У серпні 2018 року, на фасаді будівлі ліцею з'явився мурал присвячений фізику-винахіднику І. Пулюю.
№ 20 — двоповерхова будівля технологічного коледжу Національного лісотехнічного університету України. Навчальний заклад, заснований 1931 року у Полтаві як технікум механічної обробки деревини. На часі німецько-радянської війни технікум тимчасово припинив свою діяльність. 1947 року технікум був поновлений та переведений до Львова спеціальною постановою Уряду від 7 липня 1947 року за № 2328 та отримав назву Львівський технікум механічної обробки деревини. 1997 року згідно з постановою Кабінету Міністрів України від 29 травня 1997 року № 526 «Про вдосконалення мережі вищих та професійно–технічних навчальних закладів» та наказу Міністерства освіти України від 20 червня 1997 року № 218 технікум ліквідовано та створено Технологічний Коледж Українського державного лісотехнічного університету. Згідно з Указом Президента України та наказом Міністерства освіти і науки України № 347 від 8 червня 2005 року Українському державному лісотехнічному університету було надано статус національного та перейменовано його в Національний лісотехнічний університет України. Відповідно до наказу Національного лісотехнічного університету України № 29 від 30 листопада 2005 року коледж був перейменований на Технологічний коледж державного вищого навчального закладу «Національний лісотехнічний університет України». За цією ж адресою також функціює спорткомплекс навчального закладу.
№ 27 — Львівський заклад дошкільної освіти ясла-садок № 165 «Барвінок» створений на підставі рішення виконавчого комітету Львівської міської ради від 2 січня 1979 року, а 25 квітня того ж року дошкільний навчальний заклад прийняв своїх перших вихованців. Заклад розрахований на 12 груп загальною чисельністю 360 дітей.
№ 28 — Державний професійно-технічний навчальний заклад «Міжрегіональне вище професійне училище автомобільного транспорту та будівництва». В навчальному закладі розміщено 23 кабінети, 4 навчальних лабораторії, спортивний та актовий зали, бібліотека з читальним залом, гуртожиток на 200 місць, 2 комп’ютерних класи.
№ 29 — в будинку функціюють арт-ресторан та клуб «Старий маяк».
№ 30 — двоповерхова будівля навчального корпусу № 2 технічного коледжу НУ «Львівська політехніка». Тут містяться відділення електроніки та комп'ютеризованих систем коледжу.
№ 32 — дев'ятиповерховий житловий будинок, збудований у 1980-х роках ВО «ЛОРТА», як гуртожиток для працівників підприємства. У вересні 2012 року, державний концерн «ЛОРТА» безкоштовно передав у власність територіальної громади міста чотири своїх колишніх гуртожитки, у тому числі й цей на вул. Пулюя, 32.
№ 33 — дев'ятиповерхова будівля блочного типу — гуртожиток № 2 Фахового коледжу інформаційних технологій Національного університету «Львівська політехніка».
№ 34а — житловий будинок, збудований у 1970-х роках як гуртожиток Львівського вищого училища ресторанного сервісу та туризму. 2010 року ЛМР ухвалила рішення про прийняття від навчального закладу у власність територіальної громади міста Львова цього будинку. Нині в будинку функціює хостел «Перлина».
№ 36 — Львівський професійний коледж готельно-туристичного і ресторанного сервісу, заснований 11 листопада 1954 року.
№ 38 — хостел «Перлина» Львівського професійного коледжу готельно-туристичного і ресторанного сервісу.
№ 40 — житловий комплекс «Набережний квартал» (попередня назва — «Галицький лев»), що складається з сімнадцятьох дванадцятиповерхових цегляних будинків. Початок будівництва 2015 рік, завершення будівництва — другий квартал 2020 року. В корпусі № 4 розташований центр стоматології «ФормулаДент». В секції № 9 будинку розташований офіс будівельної компанії «Капітель».
№ 42 — чотириповерхова будівля львівського державного коледжу харчової і переробної промисловості НУХТ.
На території, обмеженої вулицями Трускавецькою та Пулюя у місті Львові планують побудувати міський архів. Згідно проєкту архітектора Ігоря Крупи, на відведеній для будівництва міського архіву ділянці, площею 0,56 га, передбачене будівництво двох основних чотириповерхових корпусів архіву, поєднаних надземним переходом. Також детальним планом території пропонується на відведеній для формування території ліцею імені Івана Пулюя ділянці, площею 2,24 га влаштування у південній частині, за існуючим стадіоном, додаткових спортивних майданчиків для гандболу, баскетболу та тенісу.
Також на вулиці Івана Пулюя спорудять спортивно-розважальний комплекс «Льодова арена». Відповідні містобудівні умови та обмеження 18 лютого 2022 року видав виконавчий комітет Львівської міської ради. Містобудівну документацію отримало управління капітального будівництва Львівської ОДА. Льодову арену збудують за державні кошти у межах програми «Велике будівництво». Льодова арена розрахована орієнтовно на 400 місць.